# John Lawrence May
John Lawrence May (* 31. März 1922 in Evanston, Illinois; † 24. März 1994 in St. Louis, Missouri) war von 1980 bis 1992 Erzbischof von St. Louis.

## Leben
Nach dem Besuch des erzbischöflichen Quigley Preparatory Seminar und des S. Mary of the Lake Seminar wurde John Lawrence May am 3. Mai 1947 von Samuel Kardinal Stritch für die Erzdiözese Chicago zum Priester geweiht.
Am 16. Juni 1967 wurde May von Papst Paul VI. zum Weihbischof in Chicago und zum Titularbischof von Tagarbala ernannt. Die Bischofsweihe erfolgte am 24. August durch John Kardinal Cody. Mitkonsekratoren waren Weihbischof Aloysius John Wycislo aus Chicago und Bischof Cletus Francis O’Donnell von Madison.
Papst Paul VI. ernannte ihn am 29. September 1969 zum Bischof von Mobile in Alabama. Am 24. Januar 1980 wurde May in Nachfolge von John Kardinal Carberry zum Erzbischof von St. Louis ernannt. 
Während seiner Amtszeit unterstützte er sehr intensiv die Wiederbelebung einer Diözesansynode und die Gründungen von Dekanats- und Pfarrgemeinderäten. Zudem setzte er sich für den ökumenischen Dialog und die Bekämpfung von Rassismus ein. In seiner Erzdiözese führte er einen strikten Finanzkurs, der zur finanziellen Festigung des Erzbistums führte. In den 1980er Jahren forderte May mehr Hilfe für Arme. Er selbst baute die kirchlichen Sozialeinrichtungen aus und verbesserte die Hilfen für schwangere Frauen in schwierigen Lagen. 
Als Präsident der Bischofskonferenz der Vereinigten Staaten (1986–1989) bemühte er sich um eine stärkere Verbindung zwischen den Vatikan und der US-Kirche. 
1992 trat Erzbischof May aus Altersgründen von seinem Amt zurück, blieb aber bis 1994 Administrator der Erzdiözese. Kurz vor seinem Rücktritt wurde bei May ein Gehirntumor diagnostiziert. Er starb am 24. März 1994 und wurde in der Kathedrale von St. Louis beigesetzt.